# Lesnoj rajon (Oblast' di Tver')
Il Lesnoj rajon (in russo Лесной район?) è un rajon dell'Oblast' di Tver', nella Russia europea; il capoluogo è Lesnoe. Istituito nel 1939, ricopre una superficie di 1.663 chilometri quadrati.